# ジョルジュ・ルクランシェ

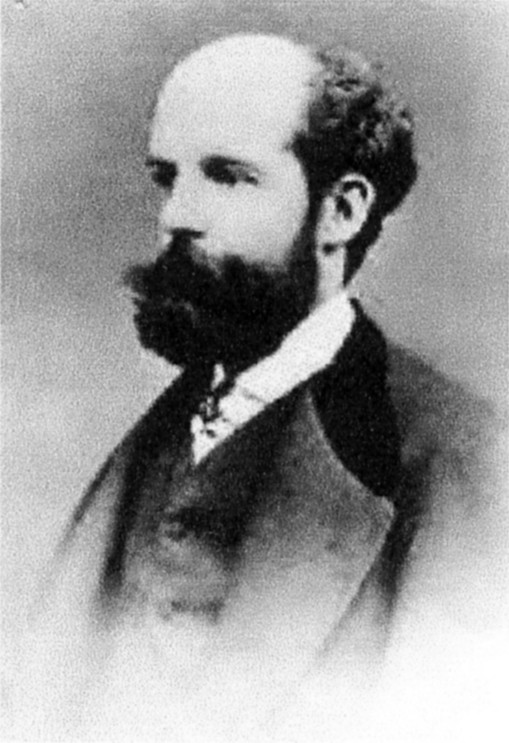
ジョルジュ・ルクランシェ

ジョルジュ・ルクランシェ（Georges Leclanché, 1839年10月9日 - 1882年9月14日）は、フランスの電気技師。ルクランシェ電池の発明者。

## 略歴
1839年、パリで生まれた。1856年にフランスのグランゼコールの名門校エコール・サントラルに入学し、1860年に卒業する。その後鉄道会社に職を得て、電池の研究を行う。
1866年ごろにルクランシェ電池を発明した後、1867年に仕事を辞し、1868年にはルクランシェ電池がベルギーの電報事業に採用された。ルクランシェ電池は現代のマンガン乾電池の原形となる。
以降電池など電気関連の機器の生産工場を建設し、1882年9月14日にパリで死去した。

## ルクランシェ電池
負極を亜鉛の棒、正極を二酸化マンガンと炭素の混合物を多孔質の容器に包んだもの、電解液を塩化アンモニウム水溶液とした湿電池で、正極の二酸化マンガンにより酸化されて水となるため水素ガスが発生せず、長時間の使用が可能となった。電池の歴史上この発明は画期的であり、現在のマンガン乾電池と基本構造は同じである。ルクランシェの元々の設計では劣化する傾向があったが、後の技術者によって改善された。